# Вишњица (Београд)
Вишњица је урбано насеље и месна заједница у Београду, главном граду Србије. Налази се у општини Палилула.

## Локација
Вишњица је лоцирана на десној обали Дунава, између Вишњичке бање, Лешћа и Сланаца, веома популарна и посећена за време лета и кроз насеље саобраћају линије 32 (Вуков Споменик–Вишњица), 32Е (Трг Републике–Вишњица) и ноћна линија 32 (Трг Републике–Вишњица).
Насеље Вишњица се развијало од северног дела Вишњичког брда, па све до реке Дунав, али данас сачињава приградско насеље које је у саставу Београда. У близини Вишњице су насеља Ада Хуја, Вишњичка Бања, Роспи Ћуприја и Карабурма. Главна улица која повезује Вишњицу са ужим подручјем града зове се Вишњичка.

## Историја
Село је било познато по повртарству, још пре Другог светског рата скоро свака кућа је имала стакленике. Топле леје наводњаване из Дунава су омогућавале да се на пијаце изнесе рано поврће, по највишим ценама.
До 1970-их Вишњица је била село ван Београда. Од 1970, Вишњица је заједно са Миријевом, Малим Мокрим Лугом, Великим Мокрим Лугом, селом Рукава, Јајинцима, Кијевом и другим приградским насељима, прикључена Београду. Овим прикључењем, добила је назив „месна заједница“.
Становништво Вишњице:
| Попис | број становника |
| ----- | --------------- |
| 1921  | 1.688           |
| 1971  | 5.429           |
| 1981  | 7.463           |
| 1981  | 7.463           |
| 2002  | 8.497           |

Цело насеље је типично српско народно село.
Постоје две претпоставке о пореклу имена Вишњица.
Према некима, Вишњица датира још из времена Турака, када је Вишњица била турски санџак тј. база. Једна девојка се убила (због неостварене љубави), јер јој Турци нису дозвољавали да се уда за човека којег је волела. Та девојка се звала Вишња. Ово је можда мит, али неки мештани ово сматрају за истину.
Већина мештана такође сматра да име потиче због многобројних поља воћњака вишње, која јако добро успева на овом земљишту.
Такође постоји и претпоставка да је ово место добило име по Вишњи Обреновић, мајци Милоша Обреновића. Многи не знају да је Милош Обреновић населио Вишњицу

## Извори у Вишњици
Постоје три извора у Вишњици. Један се налази у Вишњичкој Бањи и богат је сумпором, а преостала два су извори хладне, питке воде. Иако постоје сумње да вода није исправна за пиће, мештани је често пију. Извор богат сумпором је веома посећен од стране старијих мештана.